# Sidsel Ulfstand
Sidsel Ulfstand, död 1575, var en dansk (skånsk) godsägare och länsman. 
Hon var dotter till riksrådet Jens Holgersen Ulfstand (död 1523) och Margrethe Arvidsdatter Trolle (1475–1522) och gifte sig 1519 med riksrådet Knud Pedersen Gyldenstierne (1480-1552).
Hon ärvde godsen Ljungby i Skåne, Tim i Nørrejylland och Bønnet på Falster. Hon ärvde också makens ämbete som länsman på Villands herred i Skåne, något som bekräftades 1554. Som länsman lånade hon kronan pengar under sjuårskriget mot pant på Ramsø och Tune herreder på Sjælland; under sjuårskriget skötte hon utrustningen av armén, utskrivning av soldater, indrev skatt och utförde reparationer av vägar, broar och befästningar. Hon vistades ofta vid hovet, där hon 1559 var en av de kvinnor som broderade gobelängen till salen på kungliga slottet, och 1565 sydde monarkens skjortor och underkläder. Hon bodde mestadels på Ljungby. Det nämns att hon betraktades med stor respekt, bland annat av prästerna, som hon höll sträng uppsikt över.